# بوب هارستاد
بوب هارستاد (بالإنجليزية: Bob Harstad)‏ مواليد 7 فبراير 1969 في لوفلاند، هو لاعب كرة سلة أمريكي سابق. بدأ مسيرته الاحترافية في سنة 1991. يبلغ طوله 6 قدم 6 بوصة (2.0 م). اعتزل اللعب في 2001.

## المسيرة الاحترافية
لعب مع خيخون لكرة السلة من سنة 1991 إلى 1993، ثم لعب مع سي بي إستوديانتس في الدوري الإسباني في موسم 1993–1994، ثم لعب مع نادي كانتابريا لكرة السلة من سنة 1995 إلى 1999، ثم لعب مع نادي أورينسي لكرة السلة في الدوري الإسباني في موسم 1999–2000.

## روابط خارجية
- بوب هارستاد على موقع كرة السلة الأوروبية.كوم (الإنجليزية)
- بوب هارستاد على موقع كلية كرة السلة في سبورتس رفرنس.كوم (الإنجليزية)
- بوب هارستاد على موقع ريلجم (الإنجليزية)
- بوب هارستاد على موقع سبورتس رفرنس (الإنجليزية)